# Estación de servicio Los Enlaces
La estación de servicio «Los Enlaces» es una gasolinera ubicada en la ciudad española de Zaragoza, en Aragón. Construida a comienzos de la década de 1960, es fruto de un proyecto de José de Yarza García.

## Historia
Construida entre 1961 y 1962, es una de las mejores muestras de arquitectura contemporánea de Zaragoza. Situada en una importante vía de circunvalación, la construcción se proyectó como ampliación de una gasolinera existente para resolver el programa de estacionamiento de vehículos gigantes y bar. Se encuentra en el nº 87 de la Vía Hispanidad.
El edificio se concibe como un gran umbráculo que genera un amplio espacio diáfano de estacionamiento abierto hacia la vía de acceso. Junto a este y cubierta parcialmente por el mismo, se dispone la pieza del bar. Presenta una planta estrellada que envuelve parte de la estructura sureste del umbráculo y en el exterior, una de sus fachadas se eleva verticalmente por encima de la cubierta a modo de reclamo para el viajero. El gran umbráculo se plantea como un elemento desmontable resuelto con ligereza y brillante combinación de tecnología y diseño. Su expresión formal es el reflejo directo del esquema estructural. La estructura se compone por una parte «permanente» de ocho pórticos de hormigón armado y una parte «desmontable» colgada de los elementos permanentes por medio de cables de acero. El conjunto de cables que forman la cubierta colgante definen un plano catenario cuyo cubrimiento se resuelve constructivamente con muy poco espesor. La levedad de los cables tensores y el pequeño espesor del cubrimiento hacen que la cubierta parezca una lona colgada de los pórticos de hormigón. Bajo el umbráculo se puede apreciar la belleza de la cubierta colgante, la modulación y la limpieza de la solución estructural que imprime orden y claridad al espacio.
El 21 de febrero de 2008 alcanzó el estatus de Bien Catalogado del Patrimonio Cultural Aragonés, mediante una orden publicada el 7 de abril de ese mismo año en el Boletín Oficial de Aragón.
En la década de 2010 estaba ocupada por un servicio de lavado de automóviles CEPSA.